# Jean-Philippe Lafont
Pour les articles homonymes, voir Lafont.
Jean-Philippe Lafont, né à Toulouse le 11 février 1951 , est un chanteur lyrique français, de registre baryton-basse.

## Biographie
Jean-Philippe Lafont est le fils d'un père gazier qui relevait les compteurs à EDF et d'une mère ouvreuse de cinéma.

### Formation
Après des études secondaires chez les Pères de Sainte Barbe, sa première vocation est le sport : il sera professeur de gymnastique. Un ami, le chanteur lyrique Henry Amiel, étonné par la beauté et l’ampleur de cette voix naturelle, lui conseille de se présenter au conservatoire de Toulouse. Il y est reçu et étudie le chant avec Denise Dupleix. Il reconnaît à propos de lui-même à cette époque : « à 21 ans, je ne savais pas lire une seule note de musique et ne voyais sur les portées d’une partition que des petites pipes. »
Deux ans plus tard, Louis Erlo, qui venait de prendre la direction du nouvel Opéra-Studio à l’Opéra-Comique de Paris vient, en 1973, à Toulouse faire passer des auditions et est frappé, lui aussi, par sa voix et le fait venir à Paris pour étudier à l'Opéra-Studio où sont enseignés la diction, le chant, l’interprétation et le théâtre. Un an s’écoule et, en 1974, à 23 ans, Jean-Philippe Lafont effectue sa première prise de rôle au festival d'Avignon, puis salle Favart, avec le Papageno de la Flûte enchantée.

### Carrière à l'opéra
Sa carrière va se poursuivre et monter au niveau des plus grands au travers de plus de cent opéras qu’il interprète dans toutes les « grandes cathédrales lyriques » du monde : Garnier, Bastille, Champs-Élysées, Châtelet à Paris, la Scala à Milan, le Metropolitan Opera et Carnegie Hall à New York, La Monnaie à Bruxelles, le Liceu à Barcelone, et tant d’autres opéras célèbres (Rome, Chicago, Madrid, Amsterdam, Vienne, Florence, Berlin), sans oublier les grandes scènes françaises : le Capitole à Toulouse, Lyon, Marseille, Bordeaux, Nice, l'Opéra Comique. L’été, il chante dans les festivals les plus réputés : Salzbourg, Aix, Orange, Vérone, Montpellier et il sera l’un des sept Français, avec Louise Grandjean, Charles Dalmorès, Marcelle Bunlet, Germaine Lubin, Ernest Blanc et Régine Crespin, à chanter au mythique festival de Bayreuth où il interprète le Telramund du Lohengrin de Wagner.
Son répertoire est très étendu, avec une centaine de rôles à son actif. Il a ainsi inscrit à son répertoire le rôle de Macbeth en 1999 en incarnant le héros torturé de Verdi à la Bastille, après y avoir chanté Nabucco. Il a également chanté Telramund dans Lohengrin à Bayreuth sous la direction d'Antonio Pappano en 2000. Puis c'est au tour de Barak dans Die Frau ohne Schatten (« La Femme sans ombre ») de Richard Strauss, toujours à l'Opéra de Paris, cette fois en 2002, rôle qu'il reprendra notamment à Bruxelles en 2005
Aujourd’hui il a décidé de se concentrer sur ceux qui correspondent le mieux à sa personnalité et à la plénitude de sa voix : Wozzeck, Die Frau Ohne Schatten, Salomé, Lohengrin, Falstaff, Macbeth, Rigoletto, Tosca, Otello, Il Tabarro, Gianni Schicchi, Pelléas et Mélisande, Samson et Dalila, Don Quichotte.
Il a également participé à la création de l'œuvre de David Alagna, Le Dernier Jour d’un Condamné, en juillet 2007 au Théâtre des Champs Élyséeset en 2014, sur le même thème, à l'opéra de Thierry Escaich, Claude, à l'Opéra de Lyon. 
Dans un répertoire plus léger, il a également été Calchas dans la Belle Hélène au Chatelet en 2015. 
Un accident grave lors des répétitions de Tosca sur le plateau de l'Opéra Bastille en 2016 le contraint à annuler sa participation dans l'œuvre de Puccini en tant que sacristain. Par la suite, il rédige un ouvrage sur l'art lyrique "Avec voix et éloquence" (Larousse) tout en assurant le coach vocal d'Emmanuel Macron pendant la première campagne électorale présidentielle,.

### Décorations
- Chevalier de la Légion d’honneur
- Officier de l’Ordre national du Mérite
- Officier des Arts et des Lettres

## Discographie sélective
- Hector Berlioz, La Damnation de Faust, Orchestre de l'Opéra de Lyon, Edinburgh Festival Chorus, dir. John Eliot Gardiner - Philips 1990
- Antonio Salieri, Tarare, Filmé en 1988 au festival de Schwetzinger, Mise en scène : Jean-Louis Martinoty. Avec : Howard Crook, Tarare ; Jean-Philippe Lafont, Atar ; Anna Caleb, Spinette ; Eberhard Lorenz, Calpigi ; Hannu Niemelä, Altamort ; Nicolas Rivenq, Arténée ; Jean-François Gardeil, Urson ; Zehava Gal, Astasie ; Klaus Kirchner, le Génie du Feu ; Gabriele Rossmanith, la Nature. Deutsche Händel Solisten, direction : Jean-Claude Malgoire - DVD Ref. : 100 557 Arthaus Musik -2005[21]

## Filmographie

### Cinéma
- 1974 : Lacombe Lucien de Louis Malle
- 1984 : Carmen de Francesco Rosi : le contrebandier Dancaïre (baryton)
- 1985 : Parole de flic de José Pinheiro : Ranko
- 1987 : Le Festin de Babette (Babettes gæstebud) de Gabriel Axel : Achille Papin, célèbre chanteur du théâtre Royal de Paris

### Télévision
- 1996 : Une famille formidable de Joël Santoni (1 épisode)
- 2011 : J'étais à Nüremberg de André Chandelle : Hermann Göring
- 2012 : La Guerre du Royal Palace de Claude-Michel Rome : le général Wolfgang Sternitz
- 2014 : Ceux de 14 d'Olivier Schatzky : Tchadek